# 산고역 (나라현)
산고역(일본어: 三郷駅, さんごうえき 산고우에키[*])은 일본 나라현 이코마군 산고정에 위치한 서일본 여객철도의 역이다.

## 역 구조
상대식 승강장으로 2면 2선의 지상역이며 역사 측 승강장이 오지 방면, 과선교를 건너 반대측 승강장이 덴노지 방면이다. 다만 승강장 자체는 앞으로 단식과 섬식이 뒤섞인 2면 3선의 복합형 승강장으로 변경할 수 있도록 되어 있다.
역 업무는 서일본 여객철도 교통 서비스에 위탁되어 있다. 이코카, J스루 카드 및 제휴 교통카드의 사용이 가능하다.
| 1 | ■ 야마토지 선 | 오지 · 나라 · 다카다 방면      |
| 2 | ■ 야마토지 선 | 덴노지 · JR 난바 · 오사카 방면 |

## 역사
- 1980년 3월 3일: 이코마군 산고정 주민들의 청원에 따라 오지 ~ 가와치카타카미 간에 신설 개업.
- 1987년 4월 1일: 민영화에 따라 서일본 여객철도의 소속이 되었다.
- 2003년 11월 1일: 이코카의 사용이 개시되었다.

## 인접정차역
| 서일본 여객철도 간사이 본선 | 서일본 여객철도 간사이 본선 | 서일본 여객철도 간사이 본선 |
| --------------------------- | --------------------------- | --------------------------- |
| 오지 가모 방면              | ■ 야마토지 선 보통          | 가와치카타카미 오사카 방면  |